# Sebastes paucispinis
Sebastes paucispinis là loài cá biển thuộc họ Scorpaenidae. Loài này phân bố ở Thái Bình Dương. Loài cá này có thể được tìm thấy từ vịnh Stepovak, Alaska đến trung bộ Baja California, nhưng chủ yếu là phong phú từ Oregon tới miền bắc Baja California. Chúng đã được phát hiện từ độ sâu khác nhau từ bề mặt đến 478 m

## Hình ảnh

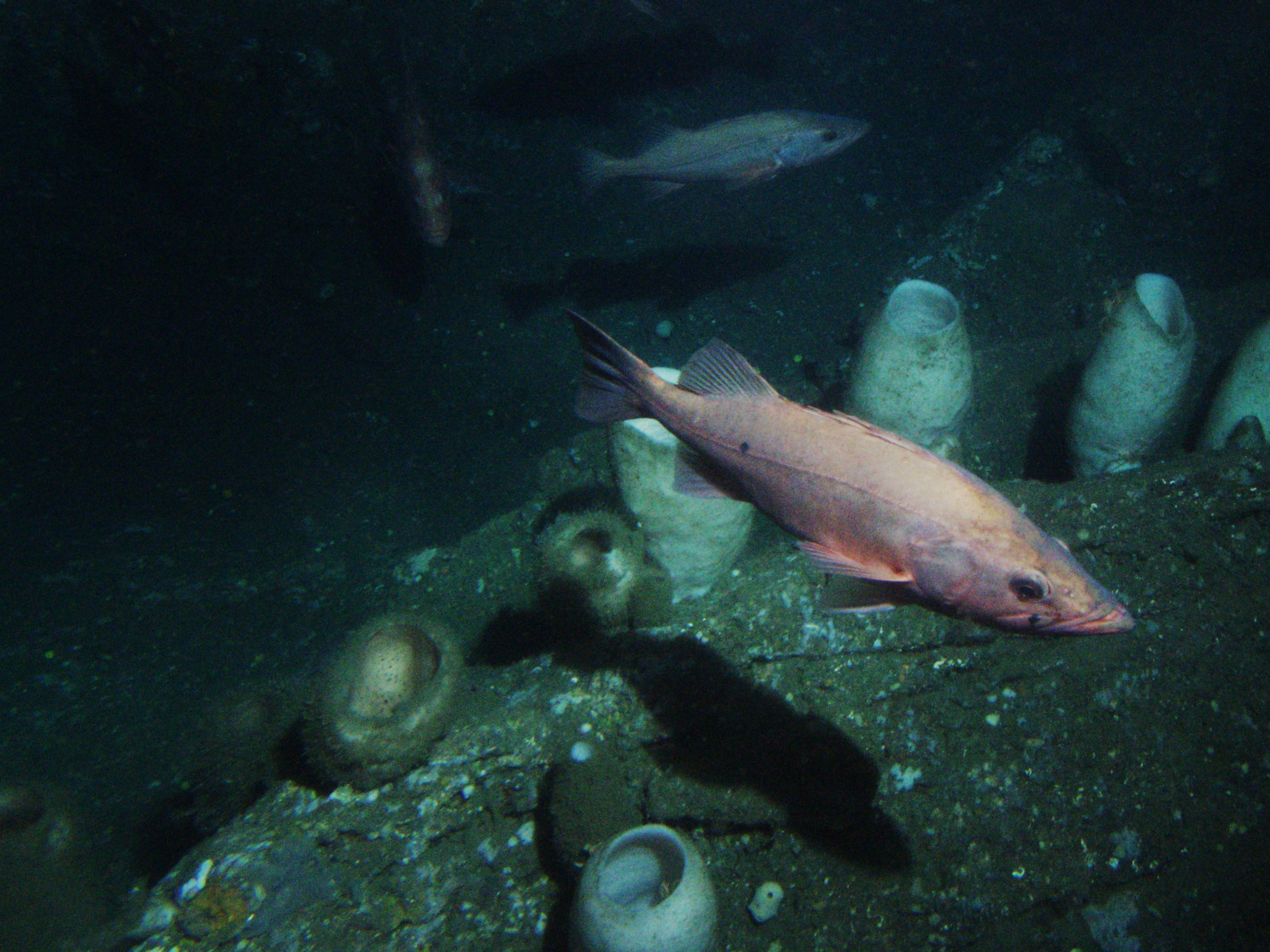